# Barawa jezici
Barawa jezici, skupina zapadnočadskih B.3 jezika iz Nigerije. Obuhvaća (14) jezika koji čine četiri posebne podskupine. Predstavnici su: 
a. Boghom (3): boghom, kir-balar, mangas,
b. Istočni (1): jimi [jmi],
c. Guruntum (4): guruntum-mbaaru, ju, tala, zangwal,
d. Zaar vlastiti (5): geji, polci, saya, zari, zeem,
dass,

## Vanjske poveznice
- Ethnologue (14th)
- Ethnologue (15th)